# Sistema politico-militare di Samo
Il Sistema politico-militare di Samo (in greco Στρατοπολιτικόν Σύστημα Σάμου?) era un regime provvisorio che è esistito nell'isola di Samo durante la Guerra d'indipendenza greca.
Samo si sollevò contro il dominio ottomano il 18 aprile 1821, sotto la guida di Konstantinos Lachanas. Nel maggio 1821, il leader samota Lykourgos Logothetis formalizzò il regime amministrativo provvisorio dell'isola, con la promulgazione dell'"Organizzazione politico-militare dell'isola di Samo" (Στρατοπολιτικός Διοργανισμός της Νήσου Σάμου). Questo documento costituzionale organizzava sia l'amministrazione esecutivo-legislativa che quella militare dell'isola. Al vertice del sistema c'era un Governatore generale (Γενικός Διοικητής), assistito da tre Giudici politici (Πολιτικοί Κριτές) eletti da un'Assemblea generale dell'isola, composta dagli efori eletti di ogni villaggio e dal Segretario dell'Amministrazione (Γραμματεύς του Διοικητηρίου). Vi erano anche un presidente di polizia, capitani di porto e funzionari doganali. L'esercito dell'isola era organizzato in quattro chiliarchie, con il governatore generale come comandante in capo. Logothetis nominò quattro dei suoi più stretti collaboratori come primi chiliarchi, che nominarono i pentacosiarchi subordinati, i quali a loro volta nominarono gli eskatontarchi subordinati, ecc.
Tuttavia, il governo provvisorio greco emerso dalla Prima assemblea nazionale di Epidauro tentò di abolire le istituzioni samiane separate con la legge sull'amministrazione provinciale del 30 aprile 1822 e di imporre un governatore nominato, Kyriakos Moralis. Ciò portò a una breve guerra civile sull'isola, con la vittoria dei sostenitori del sistema locale. Ad eccezione di un breve periodo nel 1828-1830, durante il governatorato di Giovanni Capodistria, quando Samo fu amministrata come parte della Provincia delle Sporadi Orientali, l'isola mantenne il suo sistema politico autonomo.
A causa della sua vicinanza alla costa anatolica e della sua distanza dai principali centri della rivoluzione greca sulla terraferma, Samo era particolarmente vulnerabile agli attacchi ottomani. Con l'aiuto fondamentale della flotta rivoluzionaria greca, i samiani riuscirono a respingere tre tentativi ottomani di riconquistare l'isola, nel luglio 1821, nell'agosto-settembre 1824 e nel luglio-agosto 1826. L'isola, tuttavia, non fu incorporata nel Regno di Grecia indipendente. Al contrario, l'isola riprese il suo governo separato fino alla trasformazione in principato autonomo tributario nel 1834.